# Сент Лоренс (Пенсилванија)
Сент Лоренс (енгл. St. Lawrence) град је у америчкој савезној држави Пенсилванија.

## Демографија
По попису из 2010. године број становника је 1.809, што је 3 (-0,2%) становника мање него 2000. године.
| Група             | 2000.         | 2010.         |
| Белци             | 1.702 (93,9%) | 1.578 (87,2%) |
| Афроамериканци    | 39 (2,2%)     | 41 (2,3%)     |
| Азијати           | 14 (0,8%)     | 14 (0,8%)     |
| Хиспаноамериканци | 33 (1,8%)     | 136 (7,5%)    |
| Укупно            | 1.812         | 1.809         |